# Propargylgrupp

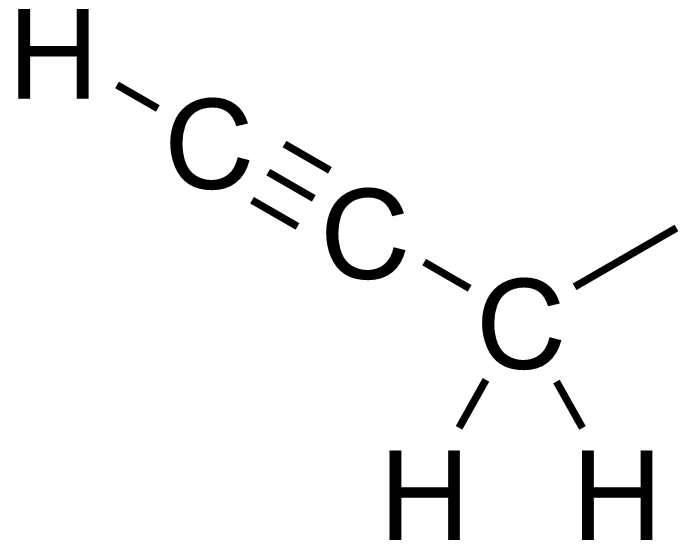
Kemisk struktur.

Propargylgruppen är en funktionell grupp vars systematiska namn är 2-propynyl. Dess föreningar innehåller HC≡C−CH2−gruppen, alltså en metylgrupp substituerad med en alkyn. Den dubbelbundna motsvarigheten till propargylgruppen heter allylgrupp. Propargylgruppen förekommer i läkemedelet selegilin. Propargylhalider kan i flera fall reduceras av litiumaluminiumhydrid och ge allener.